# Eteimbes
Eteimbes település Franciaországban, Haut-Rhin megyében. Lakosainak száma 397 fő (2022. január 1.). Eteimbes Bretten, Angeot, Lachapelle-sous-Rougemont, Bellemagny és Le Haut-Soultzbach községekkel határos.

## Népesség
A település népességének változása:
| Lakosok száma | 384  | 386  | 388  | 380  | 378  | 378  | 381  | 389  | 397  |
|               | 2013 | 2015 | 2016 | 2017 | 2018 | 2019 | 2020 | 2021 | 2022 |